# 조선변호사
《조선변호사》는 2023년 3월 31일부터 2023년 5월 20일까지 방영된 MBC 금토 드라마이다.

## 기획 의도
부모님을 죽게 한 원수에게 재판으로 복수하는 조선시대 변호사 외지부의 이야기

## 제작진

### 제작사
- 피플스토리컴퍼니
- 원콘텐츠

### 제작
- 정찬희
- 박태영

### 극본
- 최진영 : KBS 2TV 수목 드라마 《7일의 왕비》(집필) 집필

### 연출
- 김승호 : SBS 수목 드라마 《뿌리 깊은 나무》(기획), SBS 수목 드라마 《주군의 태양》(기획), SBS 월화 드라마 《닥터 이방인》(기획), SBS 월화 드라마 《비밀의 문: 의궤 살인 사건》(기획), SBS 수목 드라마 《푸른 바다의 전설》(기획), SBS 금토 드라마 《녹두꽃》(공동 연출), JTBC 수목 드라마 《시지프스 : the myth》(공동 연출), tvN 토일 드라마 《스물다섯 스물하나》(공동 연출) 연출
- 이한준 : MBC 특집 드라마 《이벤트를 확인하세요》(공동 연출), MBC 금토 드라마 《금수저》(공동 연출) 연출

## 등장 인물

### 주요 인물
- 우도환: 강한수 역(아역: 최현진) - 송사를 일으키고 다니는 트러블메이커 변호사.
- 김지연: 이연주 역(아역: 이고은) - 선왕의 딸, 공주. 몸종일 땐 '소원'. 정체를 숨긴 한수의 조력자.
- 차학연: 유지선 역(아역: 배민준) - 한성부 판윤, 원상 유제세의 아들. 연주 공주의 정혼자.

### 왕궁 사람들
- 송건희: 이휼 역 - 왕권강화와 법치국가 확립을 꿈꾸는 조선의 임금.
- 김애란: 대왕대비 역 - 세조의 정실왕후, 현왕 이휼의 할머니.
- 한상조: 고내관 역 - 왕 이휼의 심복, 상선내관.

### 조정 대신들
- 천호진: 유제세 역 - 원상(&영의정), 조선 최고 의결기관 의정부의 대표. 훈구파의 수장.
- 최무성: 추영우 역 - 우참찬, 정2품. 훈구파.

강 율관 뇌물수수사건 때 수령이었다. 당시 현감. 유제세의 명을 받아 강율관에게 누명을 씌우고 그의 집안을 풍비박산 낸 장본인.(1회~8회)
- 이재운: 원대한 역 - 좌참찬, 정2품. 훈구파.
- 최병모: 임상호 역 - 우의정, 정1품.
- 남경읍: 최수용 역 - 좌의정, 정1품.

### 한수의 사람들
- 이규성: 동치 역(아역: 이찬유) - 한수의 고용대송사무소의 사무관
- 주아: 오월 역 - 고급기방 ' 월하루'의 신입기녀.
- 유예빈: 정향 역 - 고급기방 '월하루'의 일패기녀 행수기생과 명월 다음가는 3인자.
- 한소은: 강은수 역 †(아역: 윤서연) - 한수의 여동생, 죽은 강 율관과 이씨의 딸.
- 김종태: 강언직 역 † - 한수와 은수의 아버지이자 청산 관아의 율관.
- 민지아: 이 씨 역 † - 한수와 은수의 어머니이자 강언직의 아내.

### 연주의 사람들
- 신동미: 홍 씨 역 - 연주 공주의 유모, 소원각의 얼굴 객주인.
- 이시후: 최윤 역 - 홍 씨의 조카, 무과에 장원급제한 인재.
- 김도연: 백 씨 역 - 전 수라간 상궁, 현 소원각 요리사
- 한민: 선왕 역 † - 조선의 임금, 연주의 아버지이자 이휼의 숙부.

### 유지선의 사람들
- 강현오: 김지호 역 - 지선의 호위무사 겸 보좌관

### 상단
- 이준혁: 장대방 역 - 전 기찰군관, 현 <장씨상단>의 대방.
- 홍완표: 조철주 역 - 장씨상단의 객주.
- 이찬종: 추살 역 - 장대방의 수족 <장씨상단>의 온갖 잡일을 도맡아 하는 폭력배

### 그 외 인물
- 이태검: 이방 역
- 최재환: 박 씨 역(1회 특별출연)
- 성병숙: 박 씨의 어머니 역(1회 특별출연)
- 정아미: 박 여인 역 - 강 율관의 집에 봇짐을 놓고 간 인물(2회, 5회~7회)
- 양현민: 표 씨 역(2회 특별출연)
- 배해선: 제조마님 역 - 박제수의 아내(3회~4회 특별출연)
- 조희봉: 박제수 역 - 제조영감(3회~4회)
- 황만익: 허 판윤 역
- 노행하: 명월 역(3회~4회)
- 권아름: 영실 역(5회~6회)
- 김영선: 영실의 어머니 역(5회)
- 병헌: 영실의 남편 역(5회)
- 강신일 : 청산 다복리의 이장 역(5회~6회)
- 미상: 외지부 역
- 미상: 관찰사 역
- 미상: 전령 역
- 미상: 이장의 사위 역
- 미상: 현감 역
- 미상: 촌장 역
- 이주원: 이용 역 - 봉삼의 아들(7회~8회)
- 이현서: 봉삼의 아내(7~8회)
- 최순진: 이봉삼 역 - 용의 아버지(7회~8회)
- 미상: 자객 역
- 조민규: 추대성 역 - 추영우의 아들(7회~8회)
- 미상: 강칠구 역
- 미상: 강칠구의 아내 역
- 이두석: 권명우 역 - 사헌부 관리, 권 첨지의 동생
- 미상: 권 첨지 역
- 정준환: 조 아무개 역 - 권 첨지 집의 겸인
- 김서하: 충원군 역
- 이수빈: 청순이 역 - 충원군이 애정했던 애비이자 권 첨지 집의 노비
- 황대기: 장돌이 역 - 권 첨지 집의 머슴
- 동현배: 정우수 역 - 추살의 형
- 한해인: 우수의 아내 역 - 추살의 형수
- 미상: 쌀밥 역 - 우수의 아들, 추살의 조카
- 미상: 사림파 젊은 관료 역
- 미상: 홍문관 관리 역
- 권하영: 아리 역 - 은수의 하인
- 미상: 유제세의 측근 역

## 시청률
최저 시청률과 최고 시청률은 시청률 조사회사와 지역별로 시청률에 차이가 있을 수 있습니다.
| 2023년 | 2023년   | 2023년               | 2023년     | 2023년       |
| 회차   | 방송일   | 부제                 | AGB 시청률 | AGB 시청률   |
| 회차   | 방송일   | 부제                 | 한국(전국) | 서울(수도권) |
| ------ | -------- | -------------------- | ---------- | ------------ |
| 제1회  | 3월 31일 | 외지부 강한수        | 2.8%       | 2.8%         |
| 제2회  | 4월 1일  | 복수의 서막          | 2.9%       | -            |
| 제3회  | 4월 7일  | 이혼송사 (上)        | 2.9%       | 3.0%         |
| 제4회  | 4월 8일  | 이혼송사 (下)        | 2.7%       | -            |
| 제5회  | 4월 14일 | 청산잔혹사(上)       | 2.5%       | -            |
| 제6회  | 4월 15일 | 청산잔혹사(下)       | 2.2%       | -            |
| 제7회  | 4월 21일 | 비밀의 문            | 3.8%       | 3.5%         |
| 제8회  | 4월 22일 | 자백                 | 4.4%       | 4.5%         |
| 제9회  | 4월 28일 | 어긋난 운명          | 2.9%       | -            |
| 제10회 | 4월 29일 | 드러난 비밀          | 2.8%       | -            |
| 제11회 | 5월 5일  | 이별                 | 3.6%       | 3.6%         |
| 제12회 | 5월 6일  | 땅의 주인            | 3.2%       | 3.3%         |
| 제13회 | 5월 12일 | 낙화_꽃이 지다(上)   | 2.6%       | -            |
| 제14회 | 5월 13일 | 낙화_꽃이 지다(下)   | 2.3%       | -            |
| 제15회 | 5월 19일 | 초례의 약속          | 3.0%       | 2.5%         |
| 제16회 | 5월 20일 | 나의 소원(所願)은... | 2.9%       | 3.0%         |

## OST
- Part.1 이창섭 Run away(2023. 3. 31. 발매)
- Part.2 난아진 - LEAD(2023. 4. 7. 발매)
- Part.3 보라미유 - 우린 다시 봄(2023. 4. 21. 발매)
- Part.4 소유(SOYOU) - 시간을 돌려서(2023. 4. 28. 발매)
- Part.5 MORE - I always(2023. 5. 6. 발매)

## 수상 목록
- 2023년 MBC 연기대상 미니시리즈 부문 남자 최우수 연기상 (우도환)

## 참고 사항
- 노행하, 이시후는 2018년에 방송된 KBS2 TV소설 《파도야 파도야》 이후로 5년 만에 재회하는 작품이다.
- 김지연, 김승호 감독은 2022년에 방송된 tvN 토일드라마 《스물다섯 스물하나》 이후로 1년 만에 재회하는 작품이다.
- 천호진, 최무성은 2010년에 개봉한 영화 《악마를 보았다》 이후로 13년 만에 재회하는 작품이다.
- 최무성, 노행하는 2019년에 방송된 SBS 금토드라마 《녹두꽃》 이후 4년 만에 재회하는 작품이다.
- 신동미, 이준혁은 2021년에 방송된 MBN 토일드라마 《보쌈 - 운명을 훔치다》 이후로 2년 만에 재회하는 작품이다.
- 조희봉, 이준혁은 2016년에 방송된 SBS 월화드라마 《육룡이 나르샤》 이후로 7년 만에 재회하는 작품이다.